# Jintara Poonlarp
Jintara Poonlarp (em tailandês:  จินตหรา พูนลาภ) (Nascida em Roi Et, Tailândia, 6 de março de 1969)  é foi uma importante cantora tailandesa, pioneira da forma do Mor lam (música sertaneja tailandesa). Durante as décadas de 1990 e 2000, a filha de camponeses conquistou grande renome no país do Sudeste Asiático. Ele alcançou fama internacional em 1987-atualmente com seu albums Wan Puen Kiean Jod Mai, Phoo Nee Cham, Rak Salay Dok Fai Ban, Nad Roe Bor Phor Ai, Tao Ngoy.

## Início de vida e educação
Jintara nasceu em 6 de março de 1969, em Kaset Wisai, Tailândia. Ela estudou em frequentou a Rajabhak Suan Sunantha University.

## Carreira
Jintara entrou na GMM Grammy em 1987, Ela também apareceu no album "Touk Luak Oak Rong Riean".

## Discografia

### Álbuns
- Took lauk auk rong rian (ถูกหลอกออกโรงเรียน)
- Wan puean kian jot mai (วานเพื่อนเขียนจดหมาย)
- Sao Isan Plad Thin
- Rai oi khoi rak (ไร่อ้อยคอยรัก)
- Jao Bao Hai (เจ้าบ่าวหาย)
- Songsan huajai (สงสารหัวใจ)
- Uaipon hai puean (อวยพรให้เพื่อน)
- Rak Plo Sno Yaem
- Phoo Nee Cham
- Mor Lam Sa On+Luk Thung Sa on 1st-14th (หมอลำสะออน+ลูกทุ่งสะออน ชุด 1-14)
- Jintara Krob Krueang 1st-9th (จินตหราครบเครื่อง ชุด 1-9

### Single
- Tao Ngoy (เต่างอย)[2]
- Phak Dee Tee Jeb (ภักดีที่เจ็บ)[3]
- Nam Ta Yoei Poak (น้ำตาย้อยโป๊ก)[4]
- Pha Mai Ai Lueam (ผ้าไหมอ้ายลืม)

## Filmografia
- 2002 - Chai Lai